# Hingyon
Hingyon è una municipalità di quinta classe delle Filippine, situata nella Provincia di Ifugao, nella Regione Amministrativa Cordillera.
Hingyon è formata da 12 baranggay:
- Anao
- Bangtinon
- Bitu
- Cababuyan
- Mompolia
- Namulditan
- Northern Cababuyan
- O-ong
- Piwong
- Poblacion (Hingyon)
- Ubuag
- Umalbong